# خليط كبريتيدي مصهور

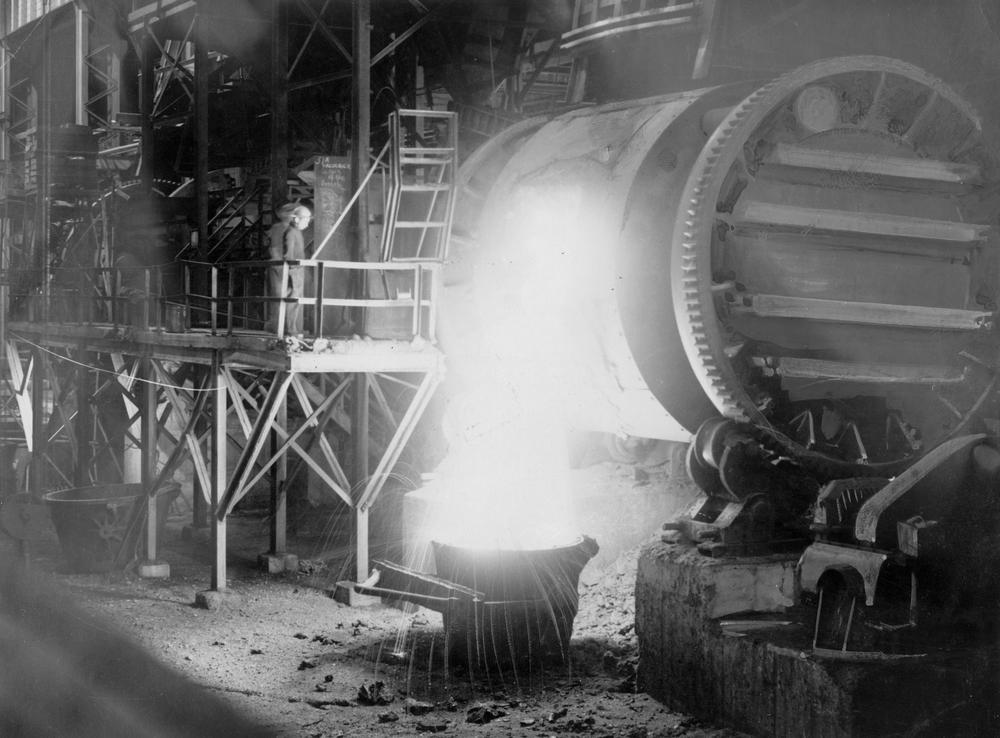
تشغيل المصهر في جبل إيسا عام 1954.

الخليط الكبريتيدي المصهور  هو مصطلح يستخدم في مجال علم الفلزات الحراري للإشارة إلى خليط (مزيج) من الطور المصهور من كبريتيدات الفلزات المتشكل أثناء عملية صهر فلزات النيكل والنحاس وفلزات انتقالية أخرى مجاورة للنحاس. وهو عادة ما يكون الطور الذي يوجد فيه الفلز الرئيسي المراد استخراجه، والذي يسترد قبل أن تحدث عملية اختزال نهائية ليتحول فيها المزيج إلى كتلة نحاسية غير نقية تعرف باسم blister copper.
يمكن أن يحوي الخليط الكبريتيدي المصهور على مكونات ثمينة من الفلزات النبيلة أو السيلينيوم أو التيلوريوم. يمكن أن يستخدم هذا الخليط من أجل جمع والتقاط الشوائب من طور الفلز، كما يحدث عند صهر الإثمد.

## الهوامش
1. ↑  Matte